# Hemitaurichthys multispinosus
Hemitaurichthys multispinosus es una de las cuatro especies del género Hemitaurichthys. 
Al igual que sus otras especies cercanas, este pez es de forma rectangular, de escamas brillantes azul grisáceo. Habita en las zonas costeras del Océano Pacífico oeste a una profundidad de alrededor de 35 metros. 
Su alimento más frecuente es el zooplancton y tiene una dieta es muy variada, que incluye comer los pólipos de coral, por lo que no se puede mantener mucho tiempo en cautiverio. Por esta razón es rechazado para los acuarios.